# カムイエース
カムイエースは、古来北海道の先住民アイヌ達の間で、主に集落の護り神として祀られて来たシマフクロウをモチーフにした北海道旭川市を中心に活躍しているローカルヒーロー（ご当地ヒーロー）の名称で、正式名称は『援神翔臨-えんしんしょうりん-カムイエース』であり、イベントなどでの一般的な呼称は単に「エース」とされる場合が多い。
名称中の「カムイエース」にはカムイ＝神と、旭川の頭文字であるAに故郷の活気を担うエースになれるようにとの想いを掛けており、時折り誤解されることがある同市「神居地区」や景勝地「神居古潭」を護るヒーローという意味合いはない。
神々に遣わされた旭川市とそこに住む人々、特に街の未来を担う子供たちをこよなく愛し、事あるごとに人々の前に翔臨しては彼らを笑顔にするために頑張っている。どんなことにでも興味が湧く好奇心旺盛な性格で、何にでもチャレンジしてみる行動力を併せ持つが、一生懸命過ぎてドジることも多く、本人は不本意ながらもその姿が人々を笑顔にし愛される理由にもなっている。音楽や踊りが大好きで地元のミュージシャンを応援し、YOSAKOIからチアに恋チュンまでと踊りのレパートリーも幅広い。北海道のほぼ中心に位置し、古くから物流の要衝として栄えたこの街に集まる山海の幸には目がないが、特に市民のソウルフードでもある旭川ラーメンや新子焼き、塩ホルモンにゲソ丼など、旭川を象徴するご当地グルメの数々が大好きで事あるごとに薦めている。
彼が戦うのは人の心にある闇そのものであり、具体的な悪敵が実体として存在する訳ではなく必殺技などもないが、街や人々を援け応援し、大切な故郷旭川を愛する心を育むために『援神 カムイエース』へと姿を変え何処へでも翔臨（しょうりん）する。

## キャッチコピーと登場フレーズ
【キャッチコピー】
『希望につなげる 倒さぬ力！』 - 闇に堕ちた者を倒さぬ（暴力ではない）チカラで本来の姿へ戻す事で未来の希望へと繋ぐ姿。
『援ける姿に 湧き上がれ！勇気！！』 - 街や人を援ける姿を示す事で子供たちの中に眠る勇気に呼び掛ける想い。 
【登場フレーズ】
『千里を見通し、千里の声聴く、護り神シマフクロウの化身、援神カムイエース！翔臨！！』

## 主な活動形態
旭川のご当地ヒーローとして紹介されることが多いが、正確には市民有志が結成した任意市民活動団体「旭川ヒーロープロジェクト」が運営する自主活動であり、旭川市の公式及び公認キャラクターではない。基本的にヒーローショーを行うことはない（他団体とのコラボ出演歴あり）が、じゃんけん大会、ジェスチャークイズ、餅つき、餅まき、写真撮影会、握手会など子供たちと触れ合うことを大切にしている。人としての動きが可能なため丸太切りやストラックアウトなど様々なことに挑戦している。またたまごの配布役や抽選会やビンゴ大会の景品の渡し役、地域のゴミ拾いなどの手伝いもしている。企業などからの営利目的イベントへの依頼は有料で引き受けているが、行政や公共団体など公共イベントへの依頼については、基本的に有料イベントでの収入を原資に無償で出動することが多い。

## 旭川ヒーロープロジェクトとカムイエース誕生の経緯
“郷土を愛するご当地ヒーローの活躍で旭川に活気と賑わいを、
この街の未来を担う子供達には夢を持つ事の大切さ素晴らしさを伝えよう！
一人では出来ない事も同じ想いを持つ仲間となら出来る筈”
こうした想いを持つ市民有志が集い『旭川ヒーロープロジェクト』略称A･H･P を結成。次代を担うこの街の若い世代には未来への希望を、大人や街に訪れる人々には旭川の素晴らしさを再確認して貰えるようにと、地域に根差した旭川初のご当地ヒーロー「援神翔臨カムイエース」を産み出し、純粋な市民活動団体として2011年より地元イベントを中心に活動を開始。地道な活動により徐々に認知度を上げ、2015年6月24日には北海道のご当地ヒーロー初となるプロ野球公式戦始球式を、地元「スタルヒン球場」で行われた日ハムvsロッテ戦において務め上げ、同年11月には千葉市中央区に在る「ハーバーシティ蘇我」各施設で開催された日本最大のローカルヒーローイベント「日本ローカルヒーロー祭2015」に最北の地から参戦した。翌2016年2月には札幌市つどーむにて行われたNHK BSプレミアム番組「ワラッチャオ！」の公開収録イベント内コーナー「なりきり歌合戦」に於いて自身初となる歌唱を披露。思い掛けない熱唱に出演者や観覧客がどよめいた。披露した曲は北海道を代表するGLAYの名曲「HOWEVER」である。同年3月には全国のご当地ヒーローから聖地の一つとして認知れている、長野県下條村のご当地ヒーローイベント「道の駅信濃路下條お客様感謝デー2016 ローカルヒーロー大合戦！」にも初参戦を果たした。

## キャラクターモチーフ
動植物や自然を神として祀り暮らして来たアイヌ達が、集落を護る神の意味でも尊んでいたという北海道最大種のシマフクロウに同じ想いを込めてデザインモチーフのメインとする。胸には旭川のAが北海道を表す宝玉を抱いており、同時にブルーで縁取られたラインは北海道の北とも読める処理がなされている。背中には同じく3本のブルーラインで川を表現し、風にそよぐ青いマフラーは旭川の奇麗な水や空気の象徴としている。カムイには文字通り「神（シマフクロウ）」の、エースには「旭川」の活気を担う「エース」の意味あいを持たせている。

## イベント出演履歴
- あさひかわ雪あかり
- 旭川冬まつり
- 旭川バーサーロペット・ジャパン
- 春のパワーズ祭り
- CoCoDeキッズワールド
- 上川ご当地交通安全隊チーム☆ほくと拝命
- 旭川障害者週間記念事業
- YOSAKOI ソーラン祭り（札幌）
- 旭川市民体育の日 スポーツカーニバル
- 石狩川フェスティバル
- ライナー感謝祭
- おうち博
- 歌旅座 夏まつり in 旭川
- 旭川市立永山保育園 夕涼み会
- さくらんぼ保育園　運動会
- YOUトピアカワムラ 住まいる大感謝祭
- モクモクフェスタ
- てきに〜じ〜コンサート
- 日本ハムファイターズ対千葉ロッテマリーンズ始球式（スタルヒン球場）
- 旭商生徒実習販売会
- 東芝ホクト祭り
- 旭川夏まつり 大雪連合神輿
- United Children主催の夏フェス
- キッズも楽しくエコ体験♪ エコフェスティバル
- 家族参加型マルチフェスティバル ファミリーベーシック
- アパマンショップ旭川4条店開店イベント
- 末広ボデーグループ 感謝まつり
- 北の恵　食べマルシェ旭川駅前会場ステージTV&ラジオ収録
- 秋の全国交通安全運動 ピカッと光リングキャンペーン
- コンマニセンチ竹永コラボin旭川駅
- 全国青年保育者会議北海道大会
- バリアフリーおもちゃ博in旭川
- はちっこあそびの万博
- 旭川サンタラン
- 日本ローカルヒーロー祭2015
- NHK BSプレミアム「ワラッチャオ！」公開収録 in つどーむ
- 道の駅信濃路下條お客様感謝デー2016 ローカルヒーロー大合戦！

## その他企画
- ウェスタン北彩都店　店内パトロール
- アサヒ飲料×ローソン企画　ご当地ヒーローシールコレクション 北海道地区ヒーローとして採用
- 北都運輸ラッピングトラックのデザインに「パチンコα×カムイエース」として採用
- 恋チュンAHPバージョン製作・公開（自主企画）
- カムイエース雪像製作（自主企画）

## 挑戦履歴
- 恋するフォーチュンクッキー振付
- よさこい上川中央支部総踊り『かみどん』
- よさこい総踊り『よっちょれ』
- 妖怪ウォッチようかい体操第一振付
- チアリーディング
- ストラックアウト
- 丸太切り
- 餅つき
- けん玉
- 釘打ち
- 包丁研ぎ
- フラフープ
- 真冬の実験コーナー
- ドミノ
- 竹馬
- 竹とんぼ

## TV出演履歴
- SAPPORO NAMARA TV
- 何ン田かンだ行っても！北海Do
- NHK BSプレミアム「ワラッチャオ！」

## ラジオ出演履歴
- マダムケロコのちょっと長話
- 何ン田研二の何ンだかンだ行っても旭川

## 掲載履歴
- 超ローカルヒーロー大図鑑
- 北海道Walker 秋号〜史上初 全 道ご当地キャラ図鑑〜

## 関連記事など
- “日本ハムファイターズ大谷選手に挨拶”. yahooニュース. (2015年6月24日)

- “日本ハムファイターズ対千葉ロッテマリーンズ始球式”. パリーグＴＶ. (2015年6月24日)